# Wimmeria concolor
Wimmeria concolor är en benvedsväxtart som beskrevs av Adelbert von Chamisso och Schlecht. Wimmeria concolor ingår i släktet Wimmeria och familjen Celastraceae. Inga underarter finns listade.